# Andrea Vieira
Andrea Chahad Guedes Vieira (5 de fevereiro de 1971), também conhecida como Dadá Vieira, é uma ex-tenista profissional brasileira dos anos 1980 até 1997.

## Carreira
Atingiu seu melhor ranking no dia 6 de novembro de 1989, chegando a número 76° do ranking feminino de simples, e em abril de 1991 com o posto de 134° de duplas.
Em 1989, chegou a terceira rodada de Roland Garros perdendo para a italiana Silvia La Fratta, sua melhor performance em simples em um Grand Slam.
Andrea não chegou a nenhuma final em simples pela WTA, apenas a uma final de duplas sendo vice-campeã ao lado da compatriota Claudia Chabalgoity. Ambas participariam dos Jogos Olímpicos de Barcelona de 1992. Foi medalhista em simples e em duplas tanto nos Jogos Pan-americanos de Havana 1991 como em Mar del Plata 1995.
Em Grand Slam de tênis femininos não jogou apenas o Aberto da Austrália. Andrea foi a última brasileira a disputar um Grand Slam de simples, fato ocorrido em 1993 no US Open de tênis, perdendo na primeira rodada para a argentina Maria Jose Galdano.
Atualmente é professora de tênis e eventualmente participa de torneios de masters. Na televisão, foi comentarista do Sports+ até o fim das atividades do mesmo, em 2015. Foi comentarista da ESPN Brasil de março de 2016 a março de 2018, quando foi contratada pelo BandSports.

## Jogos Pan-Americanos

### Simples: 1 medalha (1 bronze)
| Posição | Ano  | Local  | Oponente            | Placar |
| ------- | ---- | ------ | ------------------- | ------ |
| Bronze  | 1991 | Havana | Claudia Chabalgoity | —1     |

↑1  Não houve disputa, tanto Andrea quanto Claudia receberam a medalha de bronze.

### Duplas Feminino: 2 medalhas (1 prata e 1 bronze)
| Posição | Ano  | Local         | Parceira            | Oponente                        | Placar             |
| ------- | ---- | ------------- | ------------------- | ------------------------------- | ------------------ |
| Prata   | 1991 | Havana        | Claudia Chabalgoity | Donna Faber Pam Shriver         | 6–7(4–7), 6–3, 4–6 |
| Bronze  | 1995 | Mar del Plata | Luciana Tella       | Lucila Becerra Xóchitl Escobedo | –1                 |

↑1  Não houve disputa, tanto a dupla brasileira quanto a mexicana receberam a medalha de bronze.